# کووجسکو
کووجسکو (به لهستانی:  Kłodzisko) یک منطقهٔ مسکونی در لهستان است که در گمینا ورونکی واقع شده‌است.
 کووجسکو  ۳۰۶ نفر جمعیت دارد.